# Liste der kroatischen Abgeordneten zum EU-Parlament (2014–2019)
Die Liste der kroatischen Abgeordneten zum EU-Parlament (2014–2019) listet alle kroatischen Mitglieder des 8. Europäischen Parlaments nach der Europawahl in Kroatien 2014.

## Abgeordnete
| Bild | Name             | von              | bis              | Partei                    | Fraktion | Anmerkungen                                                                 |
| ---- | ---------------- | ---------------- | ---------------- | ------------------------- | -------- | --------------------------------------------------------------------------- |
|      | Biljana Borzan   | 1. Juli 2014     | 30. Juni 2019    | SDP                       | S&D      |                                                                             |
|      | Ivan Jakovčić    | 1. Juli 2014     | 30. Juni 2019    | IDS                       | RE       |                                                                             |
|      | Ivana Maletić    | 1. Juli 2014     | 30. Juni 2019    | HDZ                       | EVP      |                                                                             |
|      | Marijana Petir   | 1. Juli 2014     | 30. Juni 2019    | parteilos                 | EVP      | 2017 aus der kroatischen Bauernpartei ausgeschlossen und seitdem parteilos  |
|      | Tonino Picula    | 1. Juli 2014     | 30. Juni 2019    | SDP                       | S&D      |                                                                             |
|      | Andrej Plenković | 1. Juli 2014     | 12. Oktober 2016 | HDZ                       | EVP      | aus dem EU-Parlament ausgeschieden um kroatischer Premierminister zu werden |
|      | Jozo Radoš       | 1. Juli 2014     | 30. Juni 2019    | Građansko-liberalni Savez | RE       |                                                                             |
|      | Davor Stier      | 1. Juli 2014     | 12. Oktober 2016 | HDZ                       | EVP      | aus dem EU-Parlament ausgeschieden um kroatischer Außenminister zu werden   |
|      | Davor Škrlec     | 1. Juli 2014     | 30. Juni 2019    | parteilos                 | G/EFA    | Mandat angenommen für Mirela Holy, die das Mandat ablehnte                  |
|      | Dubravka Šuica   | 1. Juli 2014     | 30. Juni 2019    | HDZ                       | EVP      |                                                                             |
|      | Ivica Tolić      | 24. Oktober 2016 | 30. Juni 2019    | HDZ                       | EVP      | Nachrücker von Andrej Plenković                                             |
|      | Ruža Tomašić     | 1. Juli 2014     | 30. Juni 2019    | HKS                       | EKR      |                                                                             |
|      | Željana Zovko    | 24. Oktober 2016 | 30. Juni 2019    | HDZ                       | EVP      | Nachrückerin von Davor Stier                                                |